# Tjoet Nja Dinh
Tjoet Nja Dinh (Indonesisch: Cut Nyak Dhien) (Lampadang, 1848 - Soemedang, 9 november 1908) was de vrouw van de bij de Nederlanders beruchte Atjehse leider Teukoe Oemar. Zij zou een belangrijke rol hebben gespeeld bij zijn besluit  om niet langer het Nederlandse gezag te steunen in zijn strijd tegen de opstandige inwoners van Atjeh.

## Strijdbaar
Tjoet Nja Dinh stamde uit een adellijke familie. Haar vader Nanta Setia was oeléëbalang (islamitisch voorganger) en ook zij was een gelovig aanhanger van de islam. Ze weigerde zich  na de dood van haar man in 1899 over te geven aan het Koninklijk Nederlandsch-Indisch Leger (KNIL). Samen met de commandant Prang Laot Ali en een legertje van driehonderd getrouwen hield ze het zes jaar lang vol in de jungle. Ze streden tegen de Nederlandse kaphees (ongelovigen), die onder leiding van generaal Van Heutsz een keiharde tegenguerrilla voerden. Zo waren ze in 1904 betrokken bij een klewangaanval op een Marechaussee-colonne te Djeuram aan de westkust van Atjeh waarbij kapitein Campioni zo zwaargewond raakte dat hij later aan zijn verwondingen overleed. Tjoet Nja Dinh stond hoog op de opsporingslijst van het Nederlandse gezag.

## Arrestatie

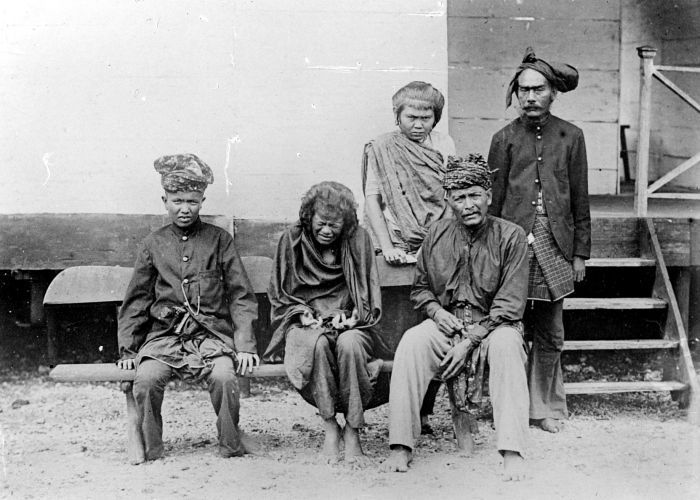
Groepsfoto met Tjoet Nja Dinh (midden) na haar gevangenneming

In 1905 werd de toestand van Dinh en haar strijdgroep erg zorgelijk. Haar getrouwen moesten steeds meer tijd besteden aan het bezoek van de kampongs om vrijwilligers te rekruteren en geld in te zamelen voor de prang sabi, de "heilige oorlog" tegen de Nederlanders. Dinh had haar privévermogen al helemaal uitgegeven en haar legertje slonk met de dag. Ze werd oud en haar lichaam had zwaar geleden onder de ontberingen in de jungle, altijd op de vlucht voor de vliegende colonnes van het Korps Marechaussee. Ze leed aan reumatiek en een erfelijke ziekte waardoor ze zo goed als blind geworden was. Haar lijden werd ten slotte zo schrijnend dat Prang Laot Ali het niet langer kon aanzien. Hij vond dat ze haar strijd moest opgeven, maar toen hij dit tegen haar uitsprak barstte ze in woede uit. In het diepste geheim stuurde Pang Laot Ali een boodschapper naar de Nederlandse luitenant Van Vuuren die gelegerd was in Meulaboh. Laot was bereid de verblijfplaats van Dinh prijs te geven op voorwaarde dat haar arrestatie zonder geweld plaats zou vinden. Van Vuuren ging akkoord en zo werd Dinh op 4 november 1905 verrast door een Nederlandse patrouille. Dinh was razend op Prang Laot Ali en greep een rentjong om zichzelf om het leven te brengen, maar luitenant van Vuuren wist dit te verhinderen. In een draagstoel werd Dinh afgevoerd naar Meulaboh vanwaaruit ze naar Kota Radja werd gebracht.

## Verbannen naar Java
Een jaar later werd zij en haar neef Teuku Nana, die tegelijk met haar was gearresteerd, verbannen naar Soemedang op West-Java. Voor haar gedwongen vertrek brachten alle Atjehse oeléëbalangs en oelema haar nog een bezoek om haar eer te bewijzen. Op Java gaat het na een operatieve ingreep beter met de gezondheid van Dinh. Zij woonde in een door het gouvernement betaald huis en leefde daar in ballingschap als een vorstin voorzien van bedienden, passend bij haar hoge afkomst. Ze stierf op 9 november 1908.

## Nagedachtenis
Bij presidentieel besluit werd Tjoet Nja Dinh op 2 mei 1965 door Soekarno tot nationale heldin van de onafhankelijkheid van Indonesië uitgeroepen. In Lampisang in Atjeh staat tegenwoordig het rumoh Aceh Cut Nyak Dhien, het Tjoet Nja Dinh Museum, een replica van het huis dat ze met Teukoe Oemar bewoonde. Na het verraad van Teukoe Oemar in 1896 was dit huis door de Nederlanders met de grond gelijk gemaakt. Er is in Indonesië ook een film over haar leven gemaakt.